# Stavkirke di Eidsborg
La stavkirke di Eidsborg (in norvegese Eidsborg stavkyrkje) è una stavkirke costruita nella metà del XIII secolo a Tokke, nella contea di Telemark in Norvegia. Da questa chiesa vengono molte leggende: una di esse narra che la chiesa sia stata costruita da "forze superiori".
La chiesa, la cui costruzione risale alla seconda metà del XIII secolo, è oggi una delle stavkirke norvegesi meglio preservate, ma è stata in parte ricostruita nel XIX secolo. Il coro attuale risale al 1845-50. I lavori di ricostruzione non ne hanno comunque modificato la struttura e la forma. Nel corso del restauro, avvenuto nel 1927, sono stati scoperti dipinti e ornamenti rinascimentali e murales settecenteschi.
La chiesa è stata dedicata al patrono viaggiatore, san Nicola di Bari.
È molto famosa perché presenta le scandole, oltre che sul tetto, anche sulle pareti.

## Immagini della chiesa

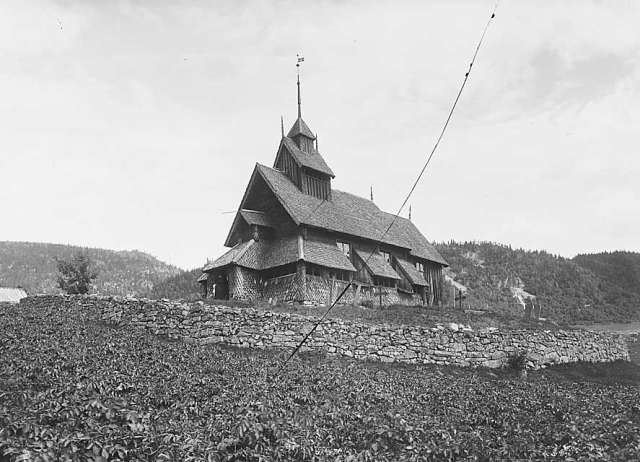
Stavkirke di Eidsborg (foto di Axel Lindahl 1880–1890)
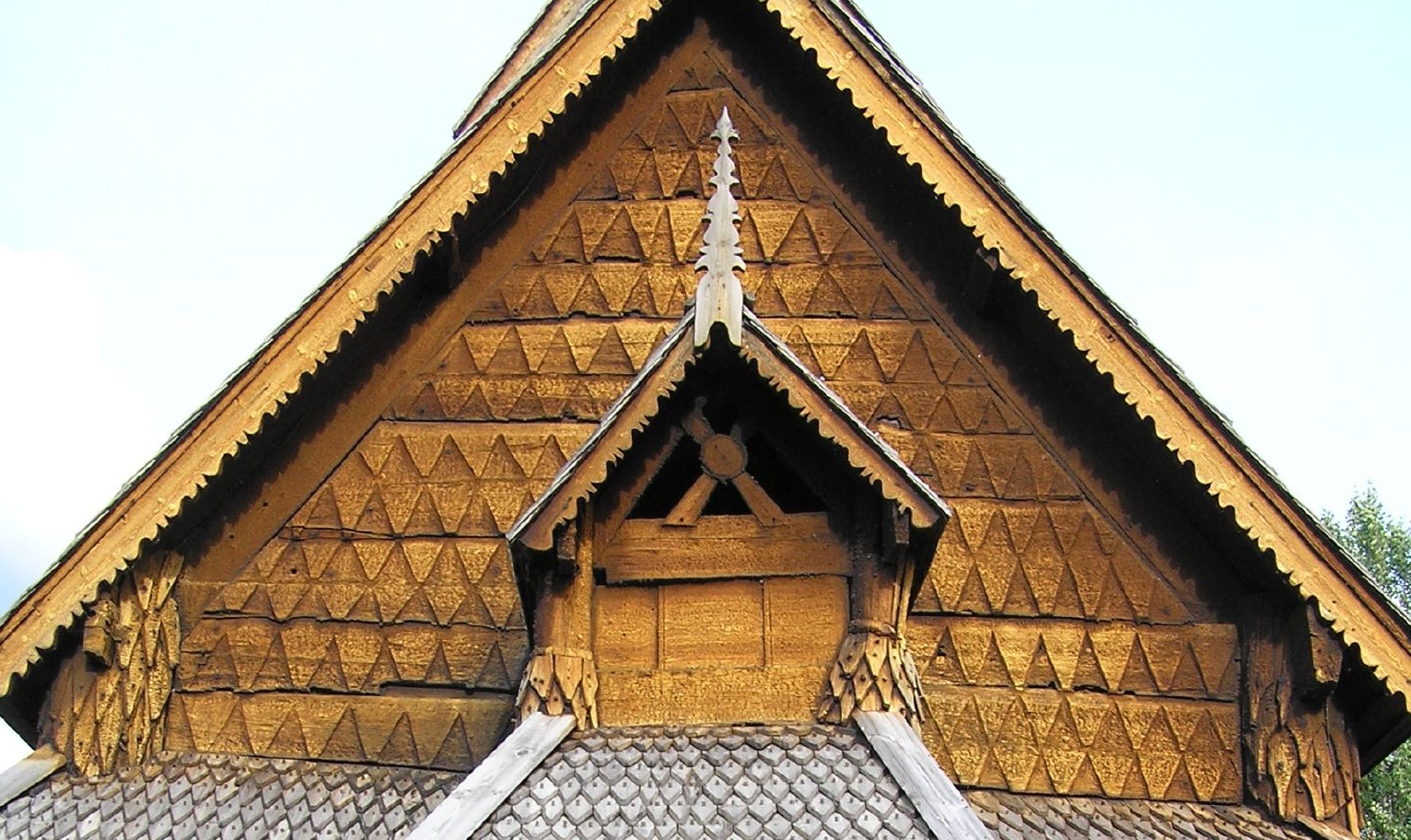
Timpano della stavkirke di Eidsborg
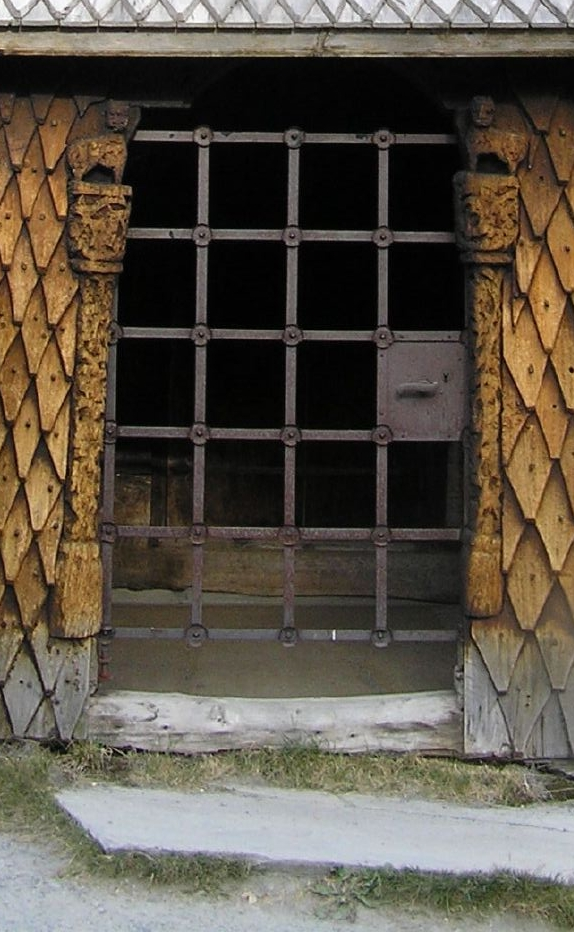
Portale ovest della stavkirke di Eidsborg
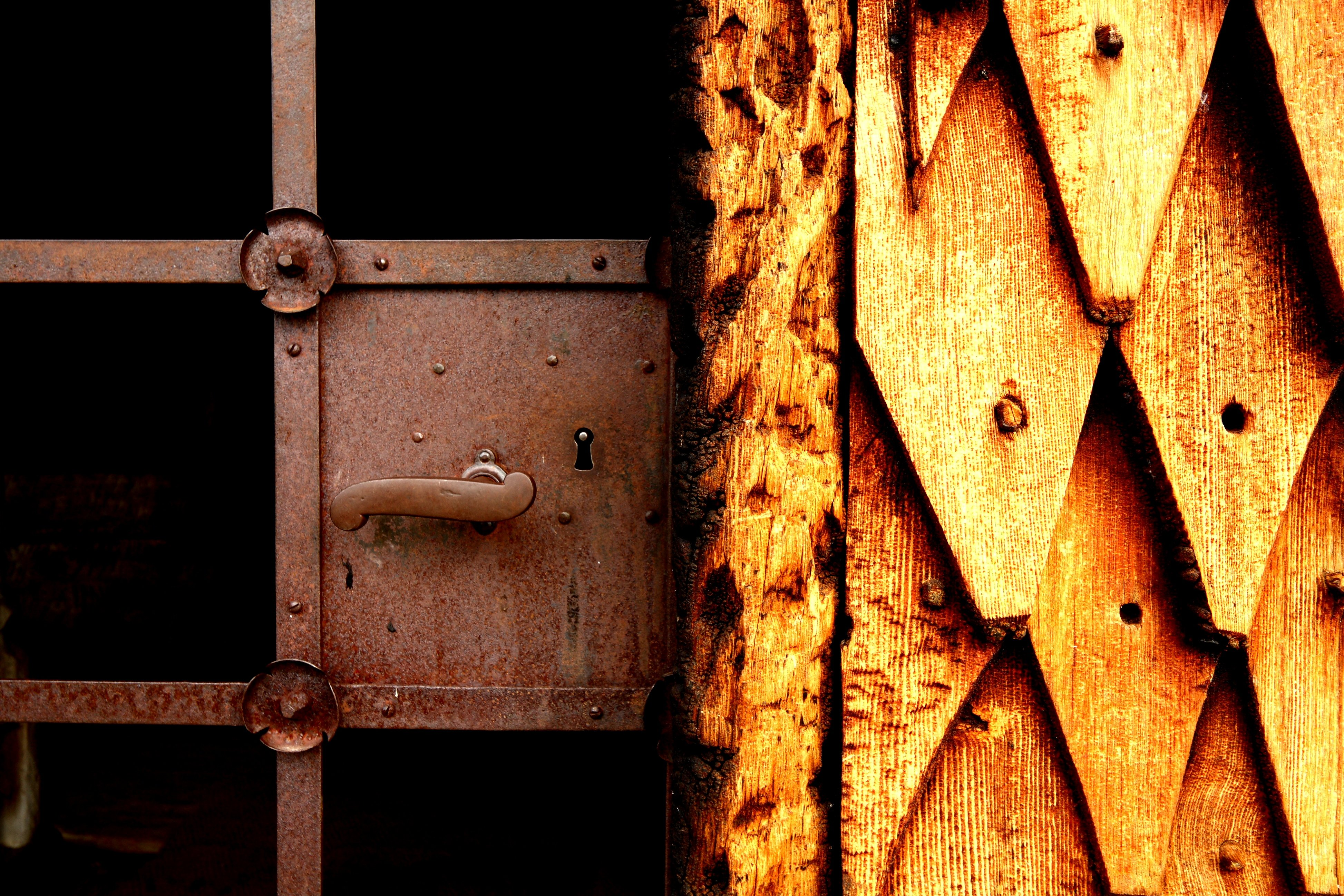
Dettaglio della stavkirke di Eidsborg